# 水泳
水泳（すいえい、英: swimming）とは、水の中を泳ぐこと。
現代では水泳は、落水時などに身を守るために教えられており、またレクリエーションやスポーツとして行われている。

## 目的

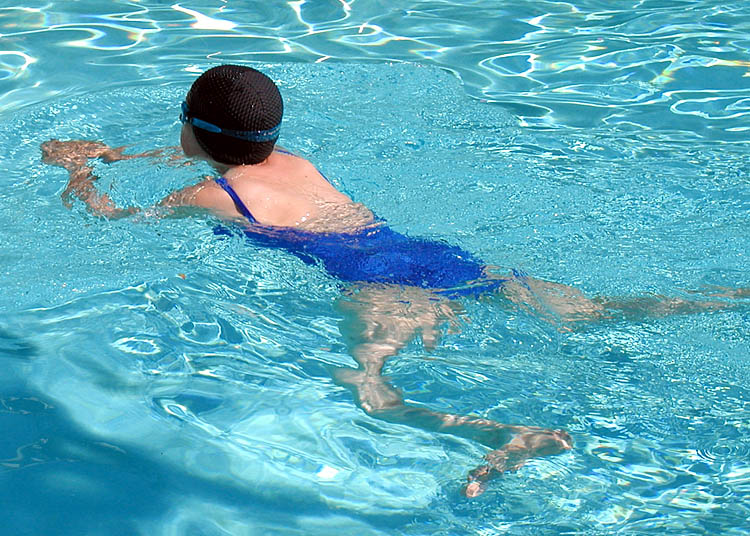
水着でゆったりと平泳ぎを楽しんでいる女性。

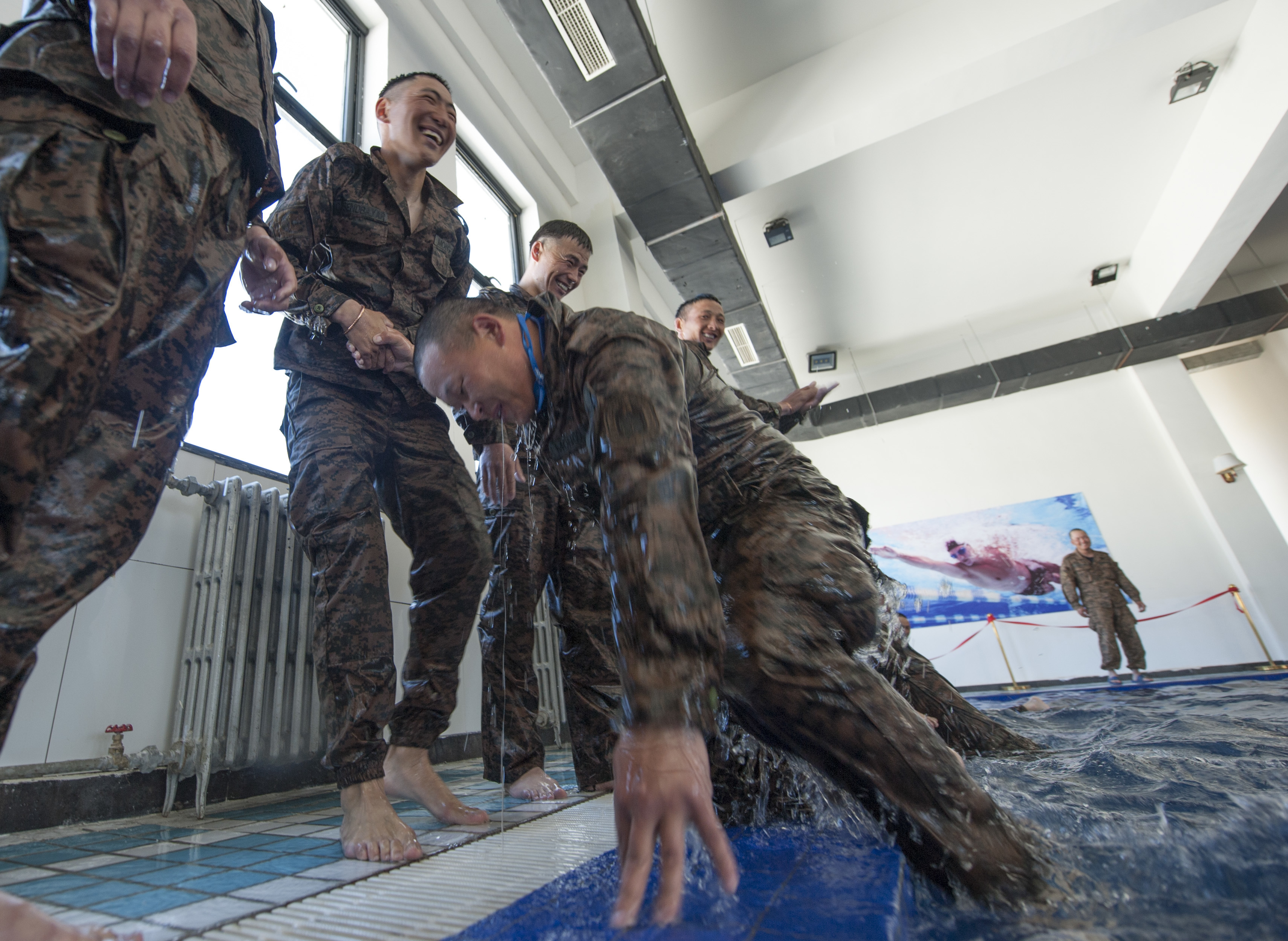
着衣泳のトレーニングを受ける米軍兵士。通常の服を着ている状態で落水したり泳がなければならない時にサバイバルするためのトレーニング。

水泳は、全身の筋肉と総合的な身体能力を養える運動であり、水圧によるマッサージ効果によって全身の血行が促進されるので、健康の維持に有効である。水泳は水中で行うので浮力のおかげで下肢や膝などの関節に負担がかかりにくく、これらの部分に問題のある患者のための有酸素運動として優れており、リハビリテーションでも積極的に活用されている。熱中症の危険が低いので「暑い日に好適な運動」としても選ばれるが、脱水症にならないように水泳においてもあらかじめ水分補給はしっかりしておくことが望ましい。
競技としての水泳を競泳という。初期には、川・池・湖・海などの水面をロープなどで区切って簡易なコースをつくり行われることが一般的であったが、次第に人工的なプールでの競技が普及した。初めはプールには屋根がなかったが、屋外の塵や枯葉などによる水質悪化を防ぐため、屋内プールが普及した。さらに、水温も調節されるようになった。現在、水泳の競技大会は屋内プールで行われている。一方、プールでない水面つまり海や湖など自然の水面（オープンウォーター）で長距離を泳ぐ競技が「オープンウォータースイミング」やトライアスロンの「スイム」である。
水泳は人気のあるスポーツであり、プロ選手だけでなく一般市民もレクリエーションとして、また健康を目的として水泳を楽しんでいる。自ら行う運動としての水泳は、特に設備の整った先進諸国において人気が高く、ウォーキングやエアロビクスに次ぐ競技人口を持っている。日本でも水泳をする人は多く、2012年の調査では日本で1年以内に水泳を行った人数は1200万人を数え、ウォーキングとボウリングに次いで実施人口が多かった。

## 歴史

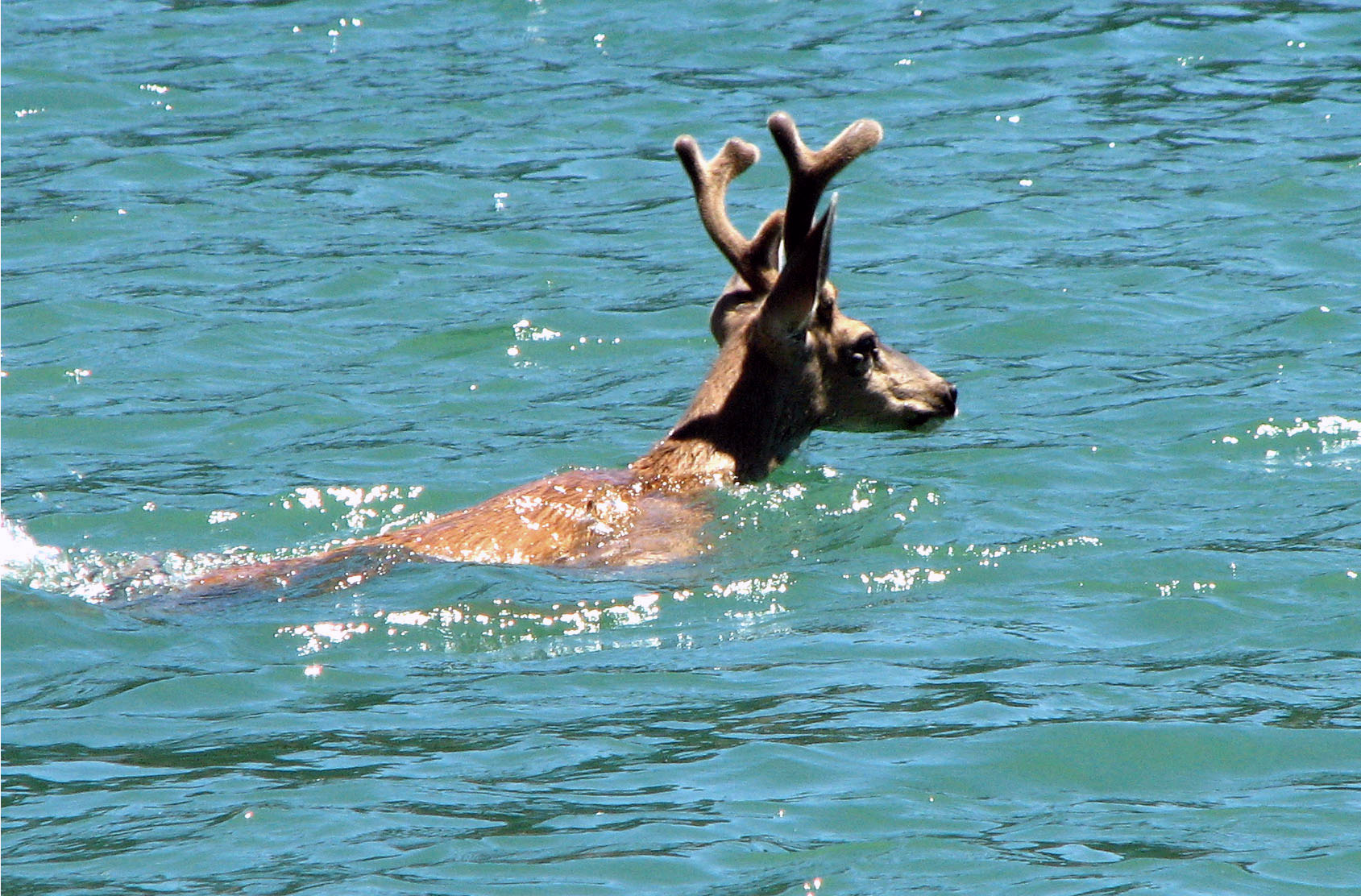
泳ぐシカ（米国カリフォルニア州シャスタ湖

人類は地表を移動するために川や湖を泳いだだけでなく、さまざまな目的で泳いできた。古代ギリシア時代には水泳が盛んであったことも当時の絵画や彫刻からわかる。古代ギリシア・古代ローマ時代の身体訓練では水泳が重要で、「文化人の条件」としても、文字が読めることと並んで水泳ができることが必要とされていた。アッシリア王国の旧地から発掘されたレリーフには、泳いで川を渡っている兵士が描かれている。記録としては、古代エジプトのパピルス文書（紀元前2000年）、アッシリアのニムルド出土の兵士の図（紀元前9世紀）、古代中国の荘子、列子、淮南子などがある。中世の日本では、水の中を泳ぐ技術は「水術」と呼ばれ、武術の1つともされた。
中世までの泳ぎは動物の模倣で、犬掻きや平泳ぎに似ていた。19世紀に入り、スポーツの近代化とブルジョワジーが「賭けレース」をするようになったことを背景として泳ぎにスピードが求められるようになった。「速く泳ぐための泳ぎ」がつくられてゆき、もっとも原始的な泳ぎの形であるとともに平泳ぎの原型となる「両手で同時に水を掻き、両足で同時に水を後方に押しやる泳ぎ」から「両手で同時に水を掻き、両足を左右に開いたのち勢いよく水を挟んで前進力を得るウェッジキック」が考案され、現在の平泳ぎが完成した。19世紀には西欧において水泳の一般化と競技化が進み、1837年にはイギリスにおいて初の水泳競技大会が開催されている。1875年にはマシュー・ウェッブが世界初のドーバー海峡横断泳を成功させ、水泳人気はさらに高まった。20世紀に入ると女性の水泳参加も徐々に進んでいき、1912年のストックホルムオリンピックからは水泳女子種目が開始された。

## 泳法

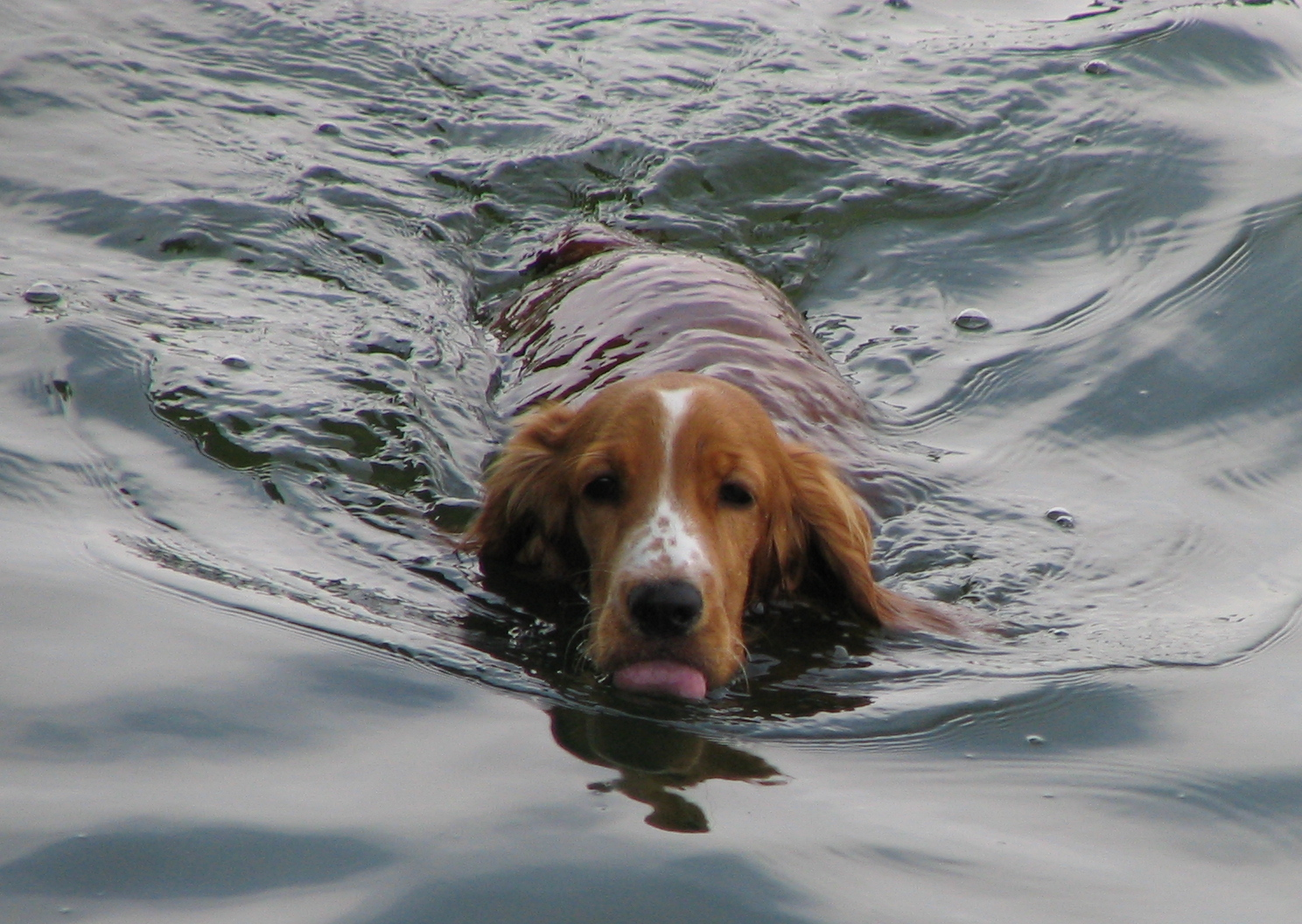
犬掻き

水泳を効率よく行うために、さまざまな泳法が存在する。競泳において用いられるものは、クロール・平泳ぎ・背泳ぎ・バタフライの4つの泳法であるが、日本泳法のようにこれらに属さない泳法も存在する。日本泳法をはじめ、世界各地に独自の伝統泳法が存在し、南アメリカの伝統泳法から抜き手が、オーストラリアの伝統泳法からバタ足が導入されたように、伝統泳法から近代泳法への技術導入がなされることもある。また、初心者はしばしば犬掻きを行う。
4泳法のなかで最も古いものは、紀元前3000年頃の古代エジプトですでに近いものが成立していたクロールであるとされるが、近代西欧世界においては平泳ぎが主流の泳法となっており、やがてその派生として横泳ぎも成立した。19世紀に始まった競泳においても、初期は平泳ぎか横泳ぎで行われていた。やがて、1873年にイギリスのアーサー・トラジオンがトラジオン・ストロークを考案し、抜き手の技法が競技泳法に導入された。トラジオン・ストロークでは足はまだ挟み足となっていたが、1902年にオーストラリアのディック・カヴィルがこの泳法にバタ足を導入し、クロールと呼ばれる泳法がここで成立した。背泳ぎの成立はヨーロッパで15世紀頃にさかのぼるが、このころは足は平泳ぎと同じ動きだった。やがて手の動きはクロールのようになり、足もバタ足となって、1912年に現在の泳法が成立する。最後に、平泳ぎが進化する形で1933年にバタフライが成立し、1952年に独立した1つの泳法として認められたことで、競技4泳法が出そろった。
- 平泳ぎ
- クロール
- 背泳ぎ
- バタフライ

## 競技

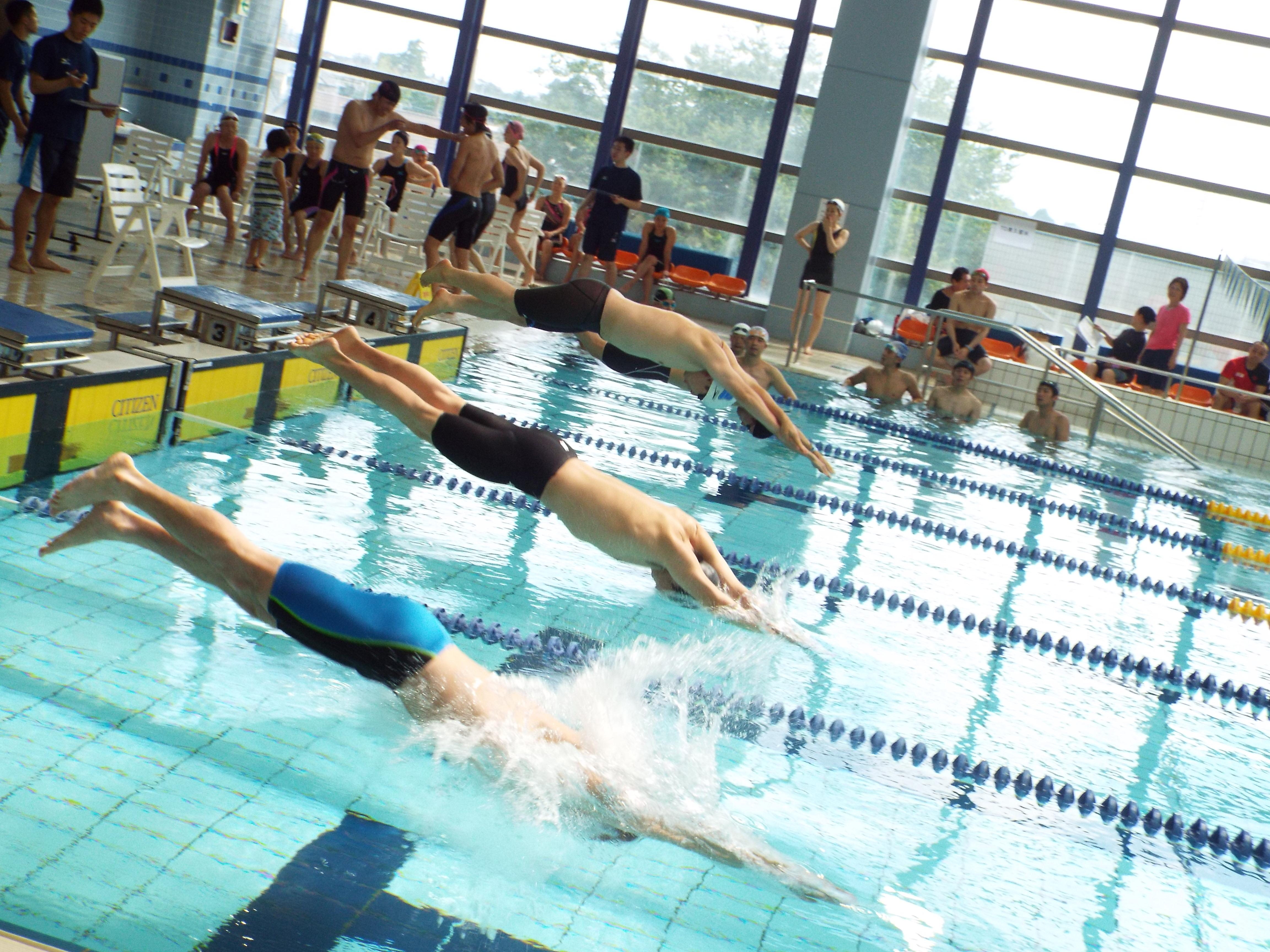
水泳競技。スタート台からのスタートの瞬間。

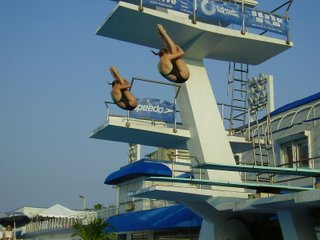
シンクロナイズドダイビング

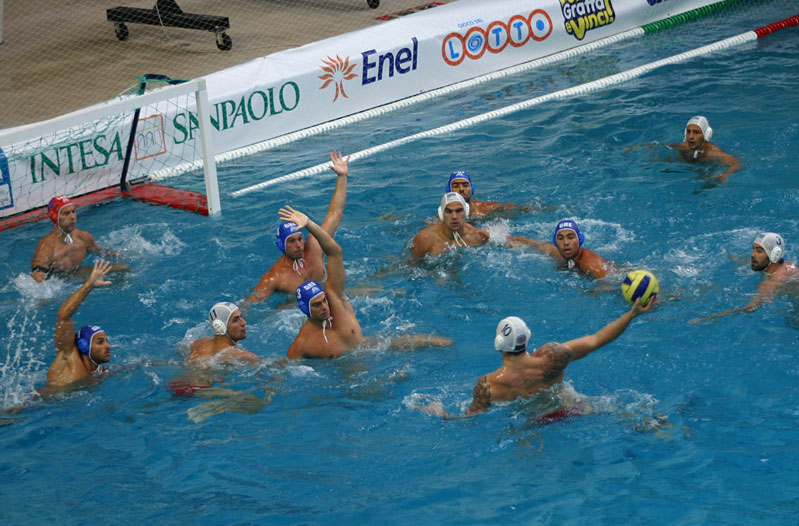
水球

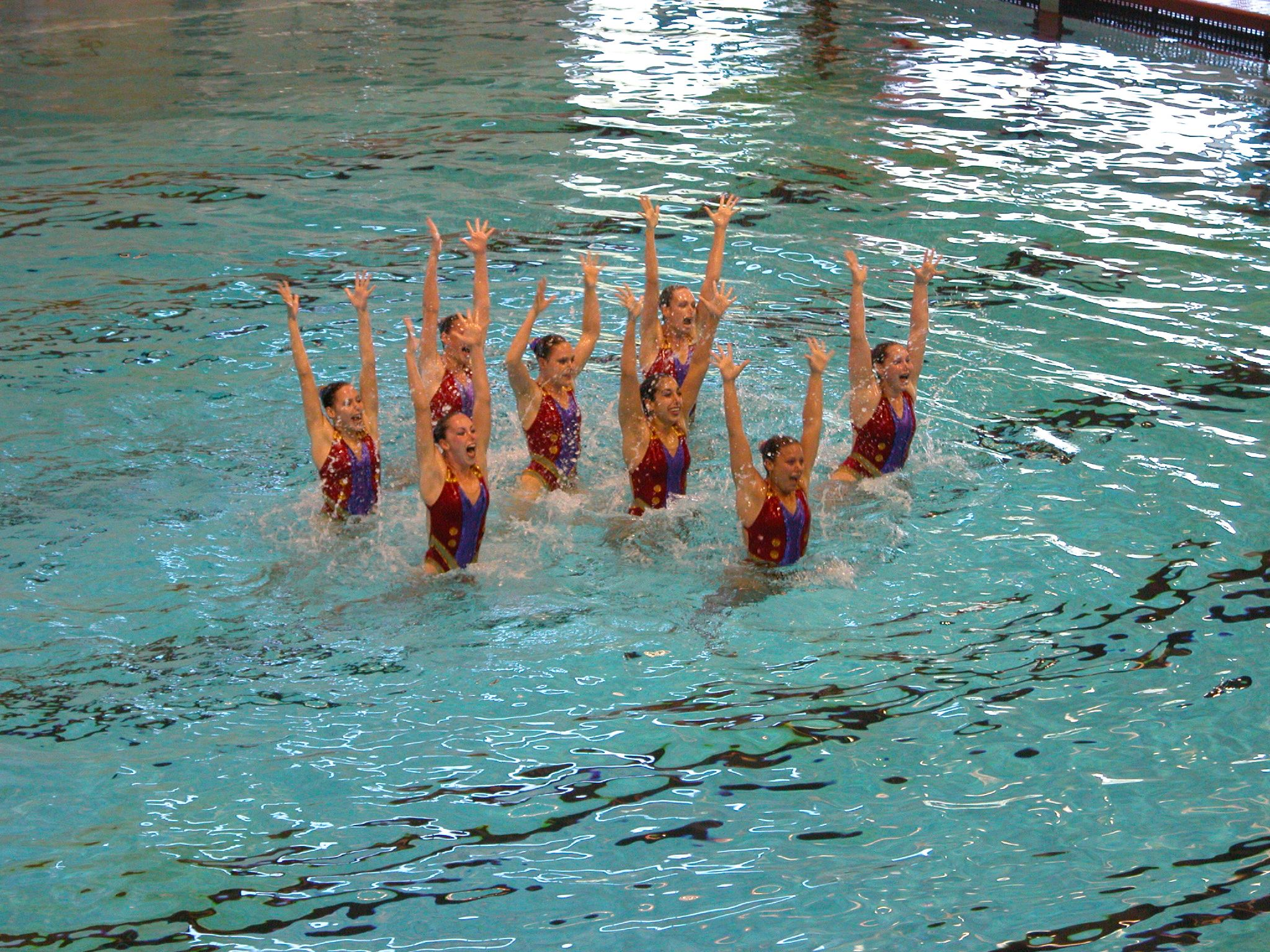
アーティスティックスイミング

水泳のうち主にタイムを競う競技類を競泳と言う。
水泳競技には競泳・飛込競技・水球・アーティスティックスイミング・オープンウォータースイミングなどの競技を含むので、夏季オリンピックや世界水泳選手権、日本選手権水泳競技大会で水泳という場合にはこれらすべてを含む場合がある。通常、日本語では競泳を指して水泳と言うことが多いが、飛込や水球だけを指して水泳と言うことはない。英語のswimmingは日本語の(広義の)水泳をさす場合と競泳をさす場合がある。特に、広義の水泳を指す場合、aquaticsを用いることが多い。これらの競技は、競技大会の日程及び会場等がそれぞれ異なることや競技特性の違いから一般的には別の競技とされる。
競泳
プールを使用して、定められた距離を泳ぎきるのにかかる時間を競う。男女別に行われ、それぞれ個人種目とリレー種目がある。個人種目には、自由形（通常はクロール、Free Style、略称Fr）、平泳ぎ（Breast Stroke、略称Br）、背泳ぎ（Back Stroke、略称BaまたはBc）、バタフライ（Butterfly Stroke、略称BuまたはFly）の4つの泳法と、4泳法を1人で決められた順番にすべて泳ぐ個人メドレー（Individual Medley、略称IM）がある。リレー種目は、4人とも自由形で泳ぐフリーリレー（略称FR）と、4人が背泳ぎ・平泳ぎ・バタフライ・自由形の順に泳ぐメドレーリレー（略称MR）がある。なお、リレー種目には男子2名・女子2名の混合競技がある。距離は、25m（短水路のみ）から200mまであり、自由形のみ400m、800m、1500mもある。使用されるプールには片道50mの長水路と、片道25mの短水路があり、ターンの回数が多い25ｍプールの方が良い記録が出るため、短水路記録として別に扱われる。泳法やスタート、ターン、リレーの引継ぎなどには細かい規定がある。1896年アテネオリンピックから実施され、世界的に競技人口が多いメジャーな競技とされている。また、競泳を含むスポーツとして、近代五種競技がある。
飛込

専用の飛込プールとそこに設置された飛び込み台を使用して水面に向かって飛び込み、その過程の技術を競う競技である。飛び板飛込と高飛込に大別される。男女別に行われ、個人種目の1m飛び板飛込、3m飛び板飛込、10m高飛込と、2名で同時に同じ演技を行いその同調性を競うシンクロナイズド種目の3m飛び板飛込、10m高飛込がある。シンクロナイズド種目は男子1名・女子1名の混合3m飛び板飛込、10m高飛込がある。チームダイビング（団体）は男子1名、女子1名を含む最少2名から最大4名で1チームを組み3m飛び板と10m台を使って競技する。
水球
プールをフィールドとして、7名ずつの2チームで行う球技で、男女別に行われ、相手のゴールにボールを入れることで得点を挙げる、ハンドボールに似た競技である。プールの底に足をつけてボールを扱うことは反則である（公式競技では水深2m以上とされている）ため、基本的には立ち泳ぎをしながらゲームを行う。
アーティスティックスイミング
1名（ソロ）、2名（デュエット）、あるいは団体（チーム、通常8名）で、音楽に合わせて技術と芸術性を競う競技である。2018年まではシンクロナイズドスイミング（略称：シンクロ）と呼ばれていた。音楽なしで基礎技術のみを行うフィギュア（通常はテレビ放送されることはない）、音楽に合わせて規定の技術を盛り込んで短時間で演技するテクニカルルーティン、それより長時間で音楽に合わせて技術と芸術性を競うフリールーティンがある。競技会はこの3種目の組合せで行われるが、オリンピックや日本選手権はテクニカルルーティンとフリールーティンで行われる。8〜10名の競技者がルーティンを組み合わせて構成するフリーコンビネーションやハイライトルーティンが行われる競技会もある。女子のスポーツとされていたが、国内では2001年公開の映画『ウォーターボーイズ』のヒットにより「男のシンクロ」も知られるようになった。国際的には男子1名・女子1名のミックスデュエット種目のテクニカルルーティン、フリールーティンが行われている。
オープンウォータースイミング
海・川・湖など自然環境で行われる競泳である。日本泳法の訓練あるいは行事として行われる「遠泳」と似ているように思われるが、遠泳が団体での協調性や泳ぎ切るための精神的側面を重視するのに対し、OWSはいかに早くゴールするかという競技であり、まったく異なる。
泳法に制限がないのでクロール泳法が主体だが、泳ぐ方向や風向・潮流の方向などを判断しながらの競技であるため、その局面に合わせた技術が必要である。天候や潮汐など外部からのさまざまな影響を受けやすいため、危機管理も含めて自然の中で泳ぐための知識や経験も必要とされるのは遠泳とも共通する。世界オープンウォータースイミング選手権では、男女ともに5km、10km、25kmで競技が行われている。1.25km×4名のリレー競技が行われることもある。また、10kmの競技を特にマラソンスイミングと称しオリンピック種目になっている。
また、オープンウォータースイミングを含むスポーツとして、トライアスロンがある。
ハイダイビング
人工環境(プール)で行われる競泳に対して、自然環境で行われるオープンウォータースイミングがあるように、飛込プールで行われる飛込に対して、自然環境からの飛び込みを競技化したものがハイダイビングである。競技会では港湾など十分な水深が確保できる場所に、男子27m、女子20mの飛び込み台を設置して行われ、個人種目が行われる。足からの入水に限定されており、安全のため着水点の周囲にダイバーが配置されている。
日本泳法
日本泳法は、主に江戸時代に日本各地で武術として発祥・伝承された技術である。自己鍛錬、自己訓練として行われ遠泳、寒中水泳等の行事を伝統とする団体も多い。他方、競技としても行われる。競技会では、泳法技術の完成度を競う採点競技である泳法競技、おもりを持って立ち泳ぎをして耐久時間を競う支重競技、横泳ぎによる競泳が行われる。毎年開かれる日本泳法大会は、日本水泳連盟公認13流派が集う全国大会である。
水泳選手

## 教育

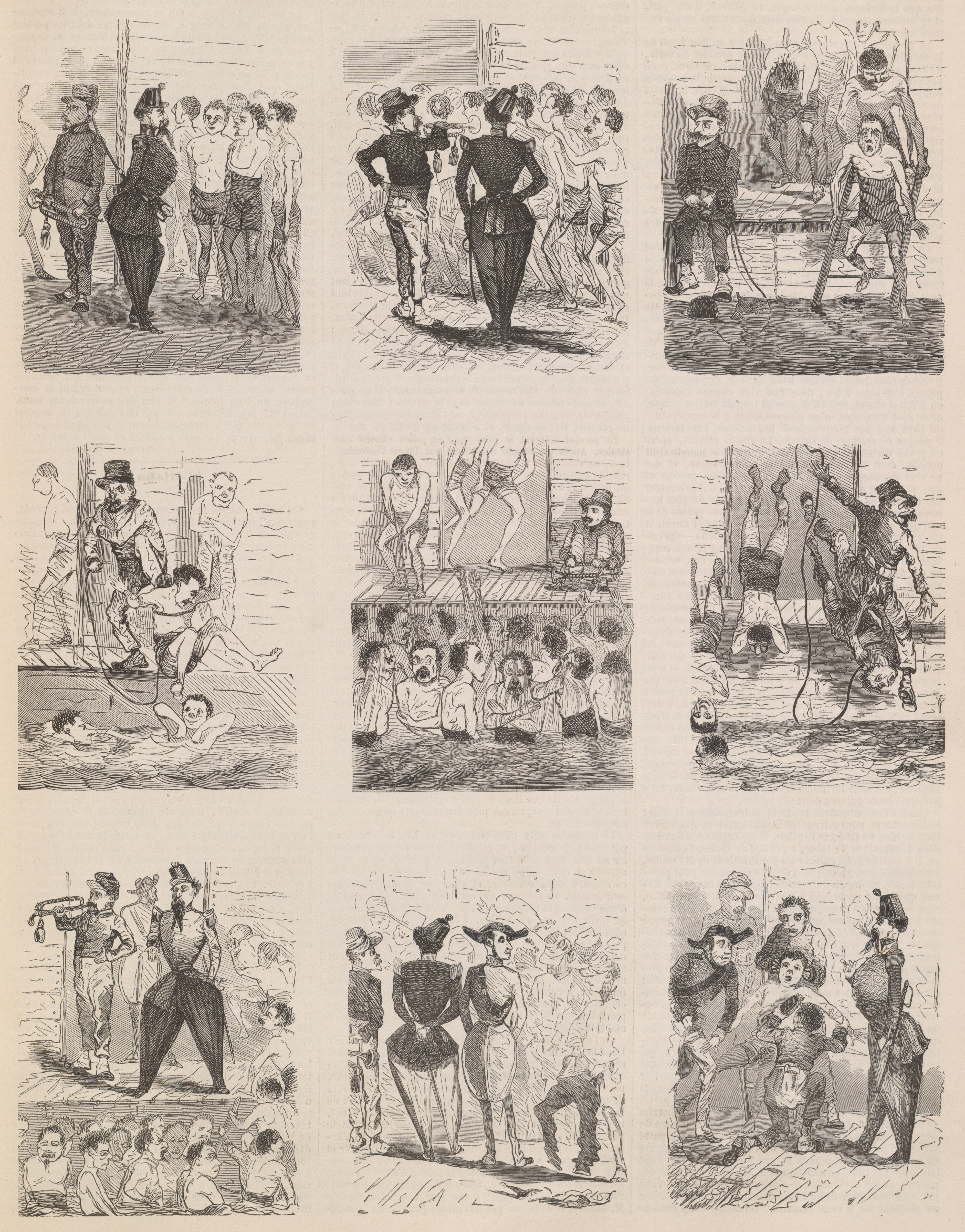
Pont d'Iénaでの水泳教室（Garsonnet画、1852年）

ハーバード大学医学部によると、通常、子どもは4歳まで水泳能力を獲得するための認知能力を持たないので、注意が必要であるとしている。アメリカ合衆国などではコーチと母親が一緒になって乳幼児をプールに浮かべて泳がせる教室もあり、吸収の速い乳幼児に水に触れさせることで簡単に泳ぎを習得させている。その時期を過ぎると、逆に人は訓練無しには泳げなくなってしまう。一方で、一度習得すると長い間泳いでいなくても忘れることはなく、最も忘れ難い運動とも言われている。特に泳ぎが下手な人間のことを俗に「カナヅチ」という。

### 欧州での水泳教育
ドイツとオーストリアでは、子どもの約90％に「初歩泳者」（Frühschwimmer）資格を取らせることを目的とした小学校のカリキュラムがある。教育大臣によって設定された目標は95％であり、実際のパーセンテージは一部の学校で75％と低い。この資格を定めたのは、オーストリアでは民間組織と政府機関の共同委員会であるオーストリア水救助作業委員会（Arbeitsgemeinschaft Österreichisches Wasserrettungswesen）である。次のレベル1の 「自由泳者」（Freischwimmer）は、15分間の自由形、1mの高さからの飛び込み、および水泳のルール10項の習得を必要とする。レベル3「日常泳者」（Allroundswimmer）は、クロールと背泳ぎ各100メートルのメドレー、100メートル自由形2分30秒未満、水平潜水10メートル、2.5キログラムの重りをつけての垂直潜水2メートル（厚い物体を拾う）、背泳ぎ50メートル、同程度の体重の人との20メートルの救助泳、水泳のルール10項の習得を必要とする。ドイツでは「水泳記章」（Schwimmabzeichen）は初歩、銅、銀、金の4つのレベルに分かれる。「初歩泳者」の水泳テストでは、飛込、25メートル自由形、水面下のものの拾得を行う。銀バッジでは、400メートル自由形12分以内、2メートル以上の垂直潜水（物体を拾う）、飛込、10メートルの水平潜水が必要である。ライフガード証明書は、組織ごとに別々に制定されている。初歩レベルは、世界最大の水難救命機関のドイツ救命協会DLRGでは下級救助者（Junior-Retter）、ドイツ赤十字の水難救助分社である水守衛社では下級水救助者（Juniorwasserretter）に相当する。
スイスでは 「水泳試験」（Schwimmtests）は技能横断的な構成になっていない。各能力は単独でテストされ、複数のテスト証明書がグループを成す。基本レベル・グループなら「カニ」（Krebs）、「カワウソ」（Seepferd）、「カエル」（Frosch）、「ペンギン」（Pinguin）、「鳥類」（Tintenfisch）、「ワニ」（Krokodil）、「北極熊」（Eisbär）の7種の試験がある。
スウェーデン、デンマーク、ノルウェー、フィンランドでは、5年生(11歳)で、すべての子供が泳ぐ方法と水の近くで緊急事態に対処する方法を学ぶべきだと定めている。オランダとベルギーでは、水泳の授業を政府が支援している。フランスでは、小学校2-3年生・4-6歳の体育で水泳が行われる。英国には、11歳までに泳げない児童を対象に、集中的な毎日のレッスンを受けるよう求める「トップアップ制度」がある。スコットランドでは、8-9歳の生徒が水泳の授業を受ける。一般に、STA（水泳教師協会）またはASA（アマチュアスイミングアソシエーション）の2方式の制度に従い、優秀カリキュラムには泳げる距離についての定めがない。

### 日本での水泳教育
日本赤十字社が、安全に水と親しみ、事故を防止しつつ泳ぎの基本や身を守る方法を習得するため、また水の事故に遭った場合の救助法・手当法なども習得するための講習を行っている。救助員Iと救助員IIの講習がある。
日本では、1918年（大正7年）に大阪市南区の小学校が連合して、堺市の湊海岸で小学校5年生、6年生の児童約4000人に水泳訓練を始めた（臨海学舎）。第二次世界大戦後は、9年間の義務教育課程である小学校および中学校で、水泳教育が適切な水泳場を確保できない場合を除き必修化され「体育」の授業で水泳が行われている（なお小学校低学年では「水遊び」と呼ばれる）。1955年に発生した紫雲丸事故及び橋北中学校水難事件で多くの児童生徒が溺死したことから水泳教育の必要性が国会で議論されたこともあり、1960年代から文部省がプールや体育館などの体育設備の設置に補助金を支出したことにより、プールの設置が進んだ。夏休みにプール指導が行われている学校も多い。なお2012年度以降、学習指導要領は小中学校の授業での飛び込みの指導を禁止している。学校や地域によっては、水難事故に備えた着衣水泳なども行われている。日本泳法・古式泳法の伝承、海での遠泳や寒中水泳などを教育や訓練の一環として行っている学校もある。また、水泳授業以外でも学校主催の旅行や自然学校、林間学校で海や川などでの体験学習として楽しむ水泳なども学校管理下や自治体の主催で幅広く行われている。この他、自衛隊員や消防隊員などの特定職では一定上の水泳の能力を得られる教育を行っている。
水難から身を守り、総合的な身体能力を養うために、幼少時から水泳を習うことは非常に効果的であり、またスポーツ少年団より手軽で保護者負担がないことから、水泳は習い事としても人気である。2015年の調査では37.9％の子供が学校以外にスイミングスクールなどで習い事として水泳を学んでいる。また成人しても、数多く開設されているスイミングスクールやフィットネスクラブ、公営のプールなどで日常的に水泳を行う者も青年・中高年層を問わず多い。スイミングスクールやスポーツクラブでは水泳の習得や身体トレーニングのためだけではなく、水泳（特に競泳）の有力選手を輩出する大きな役割を担っているが、各施設での指導カリキュラム・レベル認定は統一されていない。
学校に設置された25m屋外プールの建設費用は、概算で1億円。25mプール（422立方メートル）を一回満水にする必要な水道料金は約27万円。学校に於ける屋外プール設置総数は2万8千箇所（2007年時）となっている。プールが無い場合や気象条件により十分な授業時間が確保できない場合は通年で利用可能な専用施設を借りて授業を行うことがある。近年では、学校生徒だけでなく一般市民も利用可能な学校内プールもある。
日本では令和に入ってから、プールの老朽化や熱中症のリスク、教員への負担などから学校プールを廃止し、民間施設での授業実施や各校共同でのプール使用、さらには水泳実技授業そのものの廃止まで進む学校が増加し、日本水泳連盟やスポーツ庁から懸念の声が上がっている。

### シンガポールでの水泳教育
シンガポールでは、ほとんどの水泳学校が、新加坡体育理事会の支援を得て、2010年7月に新加坡國家水安全理事會によって導入された「游泳安全計劃」を教え、子供たちに泳ぐ方法と水中での安全の保ち方を学ばせる。子供はまた、水の安全性一般、プールの入り方、水中を前後に移動する方法についても学ぶことができる。「游泳安全階段3：個人水生存和中風發展技能」では子供たちは水中で生き残る方法と、さまざまな救助技術の扱い方を学び、100メートル泳ぐ。課程の最後は「游泳安全黃金：高級個人水生存和游泳技能熟練」である。

### 米国での水泳教育
米国の疾病予防管理センターでは、溺死を防ぐための予防措置を講じたうえで、1-4歳の子供たちに水泳を習うことを勧めている。ライフガード証明書はアメリカ赤十字が直接主催するコースで取得する。
米国では、ほとんどのスイミングスクールで、アメリカ赤十字社が定義したスイミングレベル「泳ぐことを学ぶ」を使用している。
- レベル1：水技の紹介
  - 水慣れ。バタ足、ボビング、水中探検、伏し浮き・背浮き、水中での開眼を行う。ビート板、腕用の浮き輪を補助具として使用する場合が多い。
- レベル2：基礎的水泳技能
  - クロール・背泳ぎで15フィート（4.6m）泳ぎ、潜水して物を取る。
- レベル3：泳ぎの基礎
  - クロール・背泳ぎで15ヤード（14m）泳ぎ、深い水に飛び込む。
- レベル4：泳ぎの開発
  - 25ヤード（23m）のクロール・背泳ぎ、15ヤード（14m）のバタフライと平泳ぎを行う。ターンも認められる。
- レベル5：泳ぎの洗練
  - すべての泳ぎで25ヤード（23m）泳ぐ。フリップターンは潜行距離が15ヤード（14m）以下ならば認められる。
- レベル6：泳ぎの熟達
  - クロール・背泳ぎ100ヤード（91.4m）、バタフライ、背泳ぎ、平泳ぎ、横泳ぎ50ヤード（46m）の、計500ヤード（457米）を連続で泳ぐ

### カナダでの水泳教育
カナダでは、毎年100万人以上がカナダ赤十字水泳プログラムに参加している。生徒がプログラムを進め、経験を積むにつれて、深い水で泳ぐために学んだテクニックを身に付け、水泳中も安全であるという自信を高めるようになっている。より速いペースで同じ仕組みの追加プログラムが、安全に水泳する方法を学び自信を深めたい10代の人や大人に向け用意されている。

### 他
以上のような国別の教育のほか、ウォータースポーツ類の多くが水泳を基本的技術として含んでおり、そうしたスポーツのレッスン・講習では泳ぎ方も教えられる。たとえばライフセービング、サーフィン、スキューバダイビング、フィンスイミングは基本技術として水泳を含んでおり、それぞれの泳ぎ方のレッスンが行われる。

## 衣類・道具類
水泳を行う際、通常は水着を着用する。インナーウェア（下着）として水着インナーを着用する場合もある。プールを使う水泳の場合、学校であれ公営プールであれ、水質悪化を防いだり感染症を防ぐためにスイムキャップやゴーグルの着用が義務付けられていることも多い。水着は19世紀頃の通常の衣服とそれほどの違いのないものから、体に密着して動きやすく、肌の露出が多い方向へと変化してきた。通常の水着のほか、水中での体温低下を抑えるウェットスーツや、イスラム教の戒律の関係で肌の露出を極力抑えた水着であるブルキニなどさまざまな特殊用途の水着が開発され、水泳で使用されている。これに対し水難事故防止の目的で訓練される着衣泳においては、落水時を想定してあえて普段の服を着て泳ぐ。
初心者が水泳技術を習得したり、トレーニングのために使用する用具として、抵抗を増し推進力をつけるためのパドルやフィン、浮力を得るためのビート板やプルブイなどが使われることもある。
競泳では通常、水着を着用しスイムキャップやゴーグルも使用する。タイムを競う競技では水着の抵抗が影響し、素材・裁断・縫製などでタイムが変わるので、スポーツ用品メーカー各社が激しい開発競争を行ってきた。2008年の北京オリンピックの競泳ではSPEEDO社の開発したレーザー・レーサーという競泳用水着が大会を席巻し、世界新記録が相次いで樹立されたものの、特殊な水着を入手できる一部の競技者だけが有利になってしまったことから2009年に規定が大幅に改訂され、素材・形状などに関して細かいルールが設定された。アーティスティックスイミングのルーティン競技ではある演目のためだけに特注デザインの水着を用意することもある。水球では、相手選手に引っ張られたりしにくい特殊な生地の水着を着用する。競技によってはインナーウェアの着用が禁止されている場合がある。

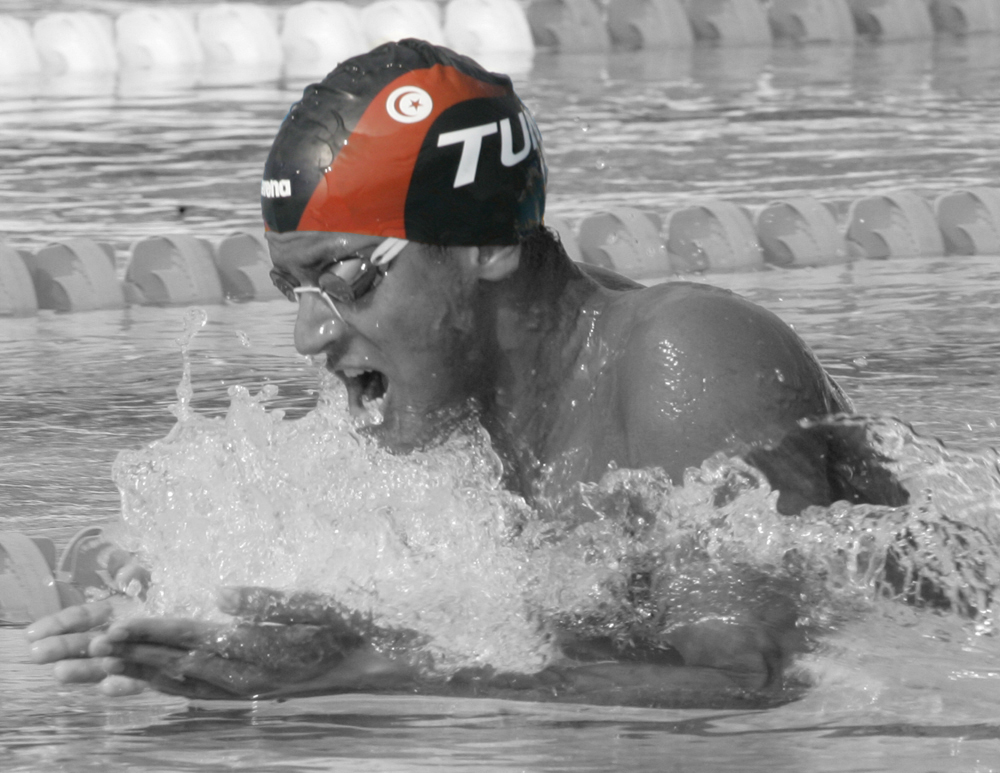
スイムキャップ。眼につけているのはゴーグル。
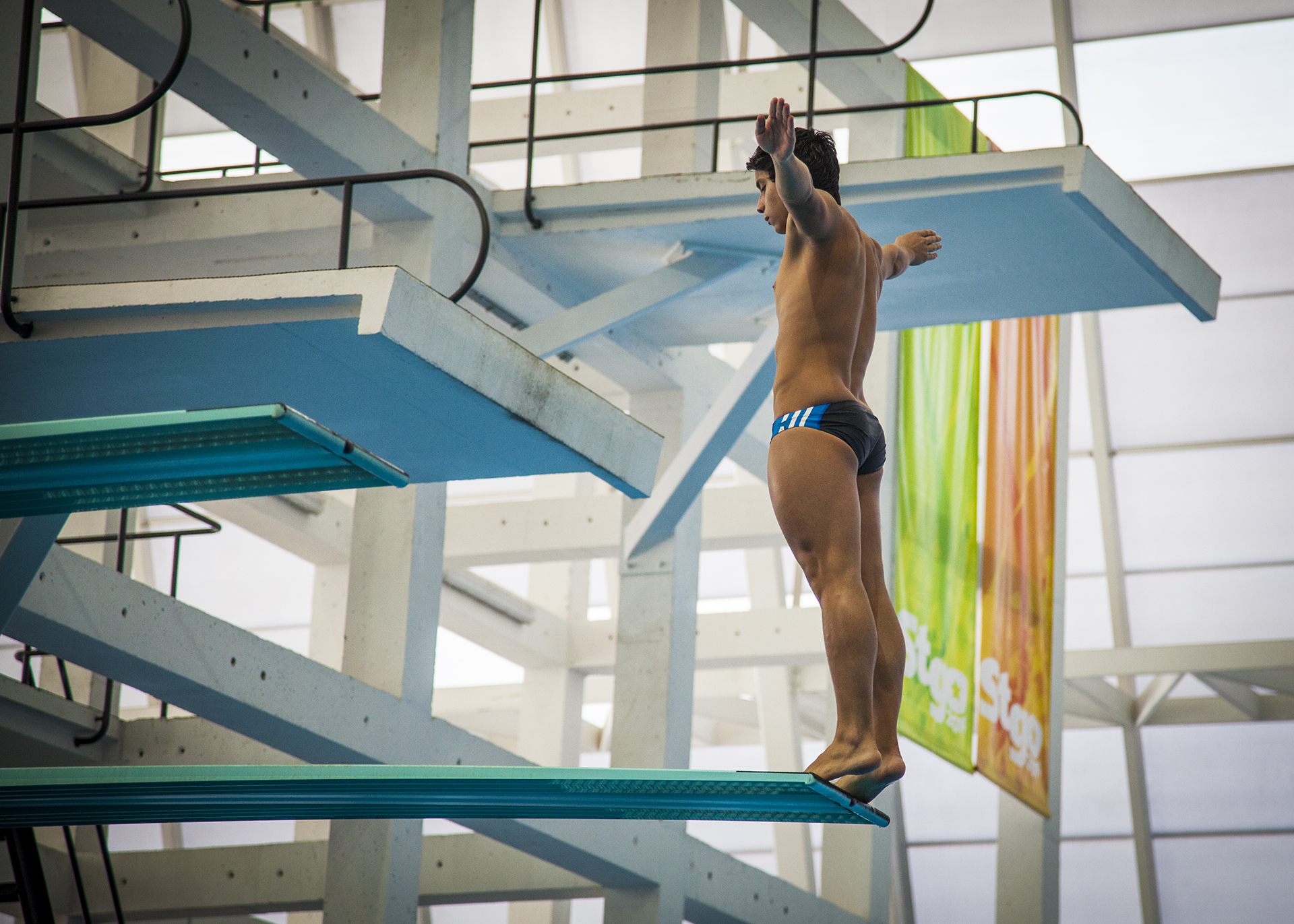
水泳用の水着、男性用の例。
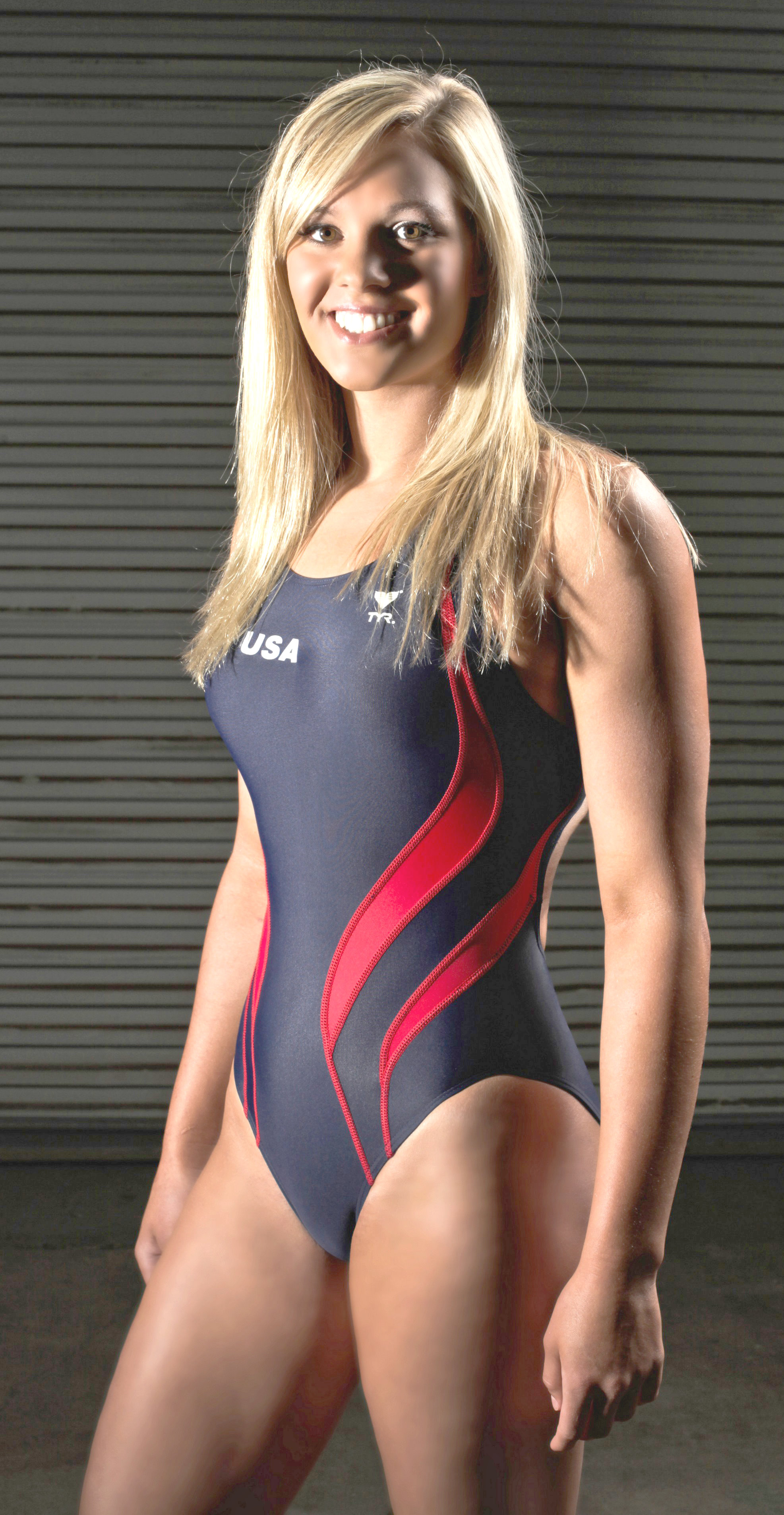
水泳用の水着、女性用の例。
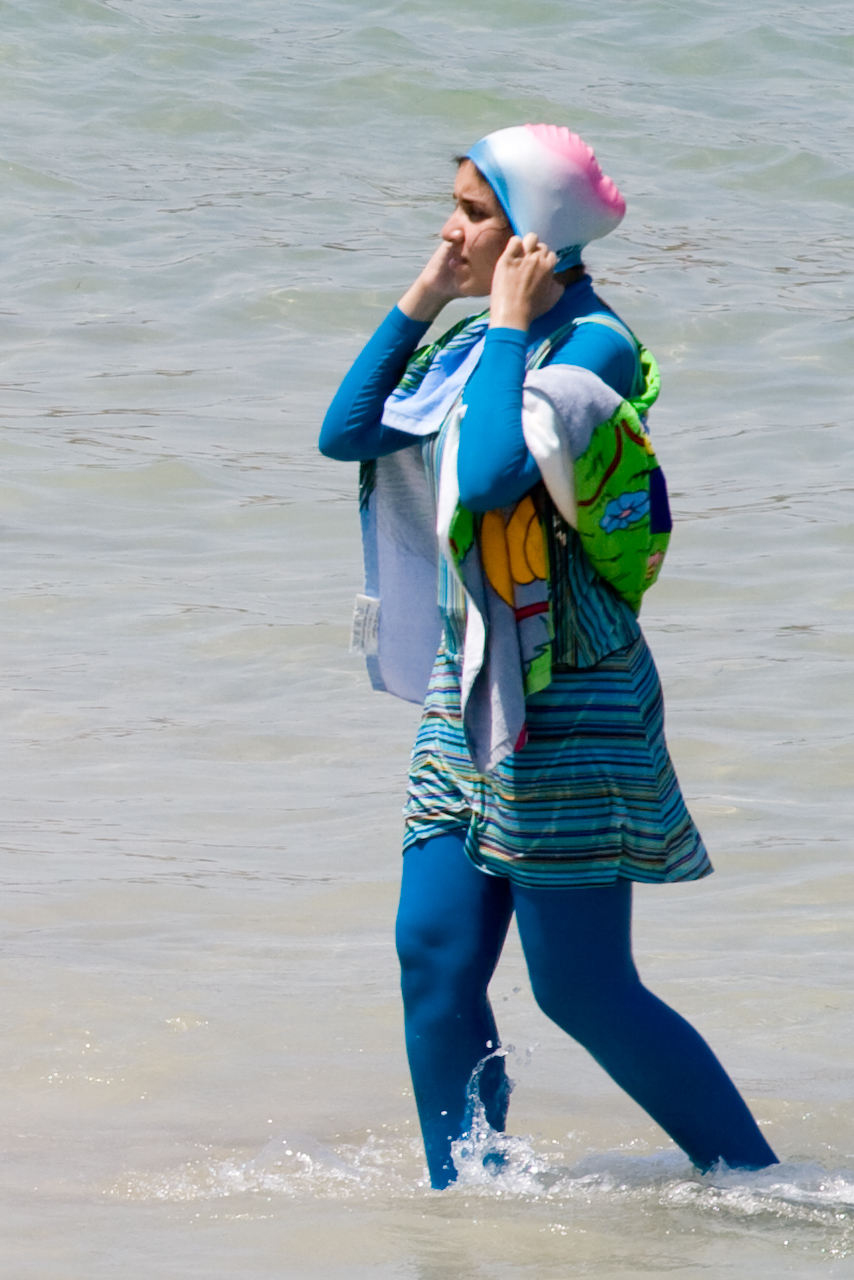
ブルキニ。イスラームの女性用の水着。
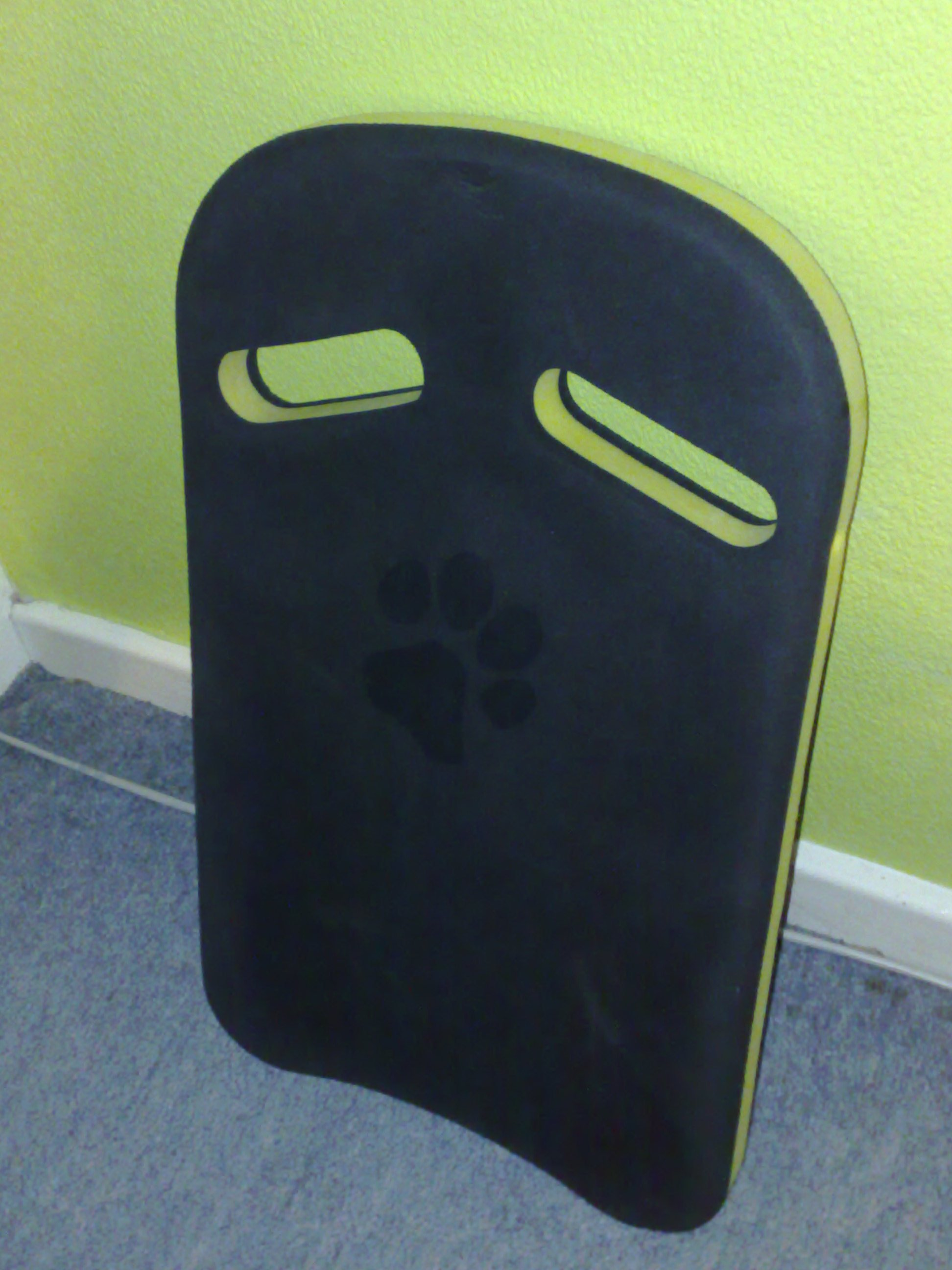
ビート板

## 安全性
水泳には危険が伴うため、プールと自然水泳場のどちらにおいてもしっかりとした安全管理が行われるが、人工的に水質や環境を制御できるプールの方が、自然環境由来の危険を排除できない自然水泳場に比べ安全性は高いとされる。2024年の日本国内における水難事例では、総死者・行方不明者のうち海が45.6％、河川が35.3％、用水路が12.3％を占め、自然環境下における水難事例がその大半を占めている。
プールにおいては塩素投入を中心とした水質管理が行われ、水温も適温に保たれるよう管理される。また監視員による監視が行われ、事故が発生した際には救護員による救護が行われる。海や河川・湖沼といった自然の水泳場ではプールのような厳密な水質管理は行えないが、水質検査が毎年行われ、ある程度の水質は確保される。また潮流や波浪、水深や海底の状況といった状況が勘案され、これらをすべて満たす水域は遊泳区域に指定され、しばしば海水浴場が開設される。逆に安全に水泳を行えない水域は遊泳禁止区域に指定される。海水浴場に指定された水域にはプール同様監視塔と監視員、救護所が配置される。水泳を行う際は、水に入る前には入念な準備運動を、上がった後は整理運動を行うことが安全上望ましい。
水泳における適切な水温は26℃前後とされ、22℃未満の水温は水泳教育には適さないとされる。また、逆に暑さ指数が31を超える場合や水温と気温の和が65℃を超える場合は熱中症のリスクが高いとされ、これも水泳には適さない。